# Elezioni parlamentari in Belgio del 1977
Le elezioni parlamentari in Belgio del 1977 si tennero il 17 aprile per il rinnovo del Parlamento federale (Camera dei rappresentanti e Senato). In seguito all'esito elettorale, Leo Tindemans, espressione del Partito Popolare Cristiano, fu confermato Primo ministro.

## Risultati

### Camera dei rappresentanti
| Liste                                                   | Voti      | %     | Seggi |
| ------------------------------------------------------- | --------- | ----- | ----- |
| Partito Socialista Belga (PSB/BSP)                      | 1 473 416 | 26,43 | 61    |
| Partito Popolare Cristiano                              | 1 460 757 | 26,20 | 56    |
| Unione Popolare                                         | 559 567   | 10,04 | 20    |
| Partito per la Libertà e il Progresso                   | 475 917   | 8,54  | 17    |
| Partito Social-Cristiano                                | 406 694   | 7,29  | 24    |
| Fronte Democratico dei Francofoni                       | 263 104   | 4,72  | 11    |
| Partito delle Riforme e della Libertà di Vallonia       | 191 196   | 3,43  | 16    |
| PSC - CSP                                               | 138 361   | 2,48  | –     |
| Raggruppamento Vallone                                  | 132 773   | 2,38  | 4     |
| Partito delle Riforme e della Libertà di Vallonia - PRF | 107 015   | 1,92  | –     |
| Partito delle Riforme e della Libertà di Vallonia - PL  | 92 178    | 1,65  | –     |
| Partito Comunista del Belgio (PCB/KPB)                  | 99 514    | 1,78  | 2     |
| PCB - UDP                                               | 51 930    | 0,93  | –     |
| PSB - RW                                                | 33 598    | 0,60  | 1     |
| Tutto il Potere agli Operai (AMADA/TPO)                 | 24 899    | 0,45  | –     |
| Lega Rivoluzionaria dei Lavoratori (LRT/RAL)            | 14 594    | 0,26  | –     |
| Ecolog                                                  | 11 839    | 0,21  | –     |
| Partito dei Belgi Germanofoni                           | 7 735     | 0,14  | –     |
| Partito della Libertà e del Progresso in Vallonia       | 5 220     | 0,09  | –     |
| Altri <5000 voti                                        | 24 751    | 0,44  | –     |
| Totale                                                  | 5 575 058 | 100   | 212   |

Riepilogo dei partiti presenti in liste diversamente denominate
| PSB/BSP | PSB/BSP   |
| Sigla   | Voti      |
| ------- | --------- |
| BSP     | 725.513   |
| PSB/BSP | 602.132   |
| PSB     | 145.771   |
| Totale  | 1.473.416 |
| PSB-RW  | 33.598    |
| Totale  | 1.507.014 |

| PRLW     | PRLW    |
| Sigla    | Voti    |
| -------- | ------- |
| PRLW     | 191.196 |
| PRLW-PRF | 107.015 |
| PRLW-PL  | 92.178  |
| Totale   | 390.389 |

| PCB/KPB | PCB/KPB |
| Sigla   | Voti    |
| ------- | ------- |
| KPB/PCB | 62.410  |
| PCB     | 37.104  |
| Totale  | 99.514  |
| PCB-UDP | 51.930  |
| Totale  | 151.444 |

| AMADA/TPO | AMADA/TPO |
| Sigla     | Voti      |
| --------- | --------- |
| AMADA     | 22.919    |
| TPO       | 1.980     |
| Totale    | 24.899    |

| LRT/RAL | LRT/RAL |
| Sigla   | Voti    |
| ------- | ------- |
| RAL     | 8.562   |
| LRT/RAL | 3.127   |
| LRT     | 2.905   |
| Totale  | 14.594  |

### Senato
| Liste                                             | Voti      | %     | Seggi |
| ------------------------------------------------- | --------- | ----- | ----- |
| Partito Socialista Belga (PSB/BSP)                | 1 475 934 | 26,71 | 31    |
| Partito Popolare Cristiano                        | 1 446 806 | 26,18 | 28    |
| Unione Popolare                                   | 562 894   | 10,19 | 10    |
| Partito Social-Cristiano                          | 522 613   | 9,46  | 11    |
| Partito per la Libertà e il Progresso             | 472 645   | 8,55  | 9     |
| Partito delle Riforme e della Libertà di Vallonia | 316 292   | 5,72  | 7     |
| Fronte Democratico dei Francofoni                 | 246 367   | 4,46  | 6     |
| Raggruppamento Vallone                            | 158 642   | 2,87  | 2     |
| Partito Comunista del Belgio (PCB/KPB)            | 108 000   | 1,95  | 1     |
| PL                                                | 70 458    | 1,28  | –     |
| PCB - UDP                                         | 50 749    | 0,92  | –     |
| PSB - RW                                          | 33 945    | 0,61  | 1     |
| Tutto il Potere agli Operai (AMADA/TPO)           | 27 693    | 0,50  | –     |
| Partito dei Belgi Germanofoni                     | 10 213    | 0,18  | –     |
| Ecolo                                             | 7 558     | 0,14  | –     |
| Partito della Libertà e del Progresso in Vallonia | 5 305     | 0,10  | –     |
| Altri <5000 voti                                  | 9 857     | 0,18  | –     |
| Totale                                            | 5 525 971 | 100   | 106   |

Riepilogo dei partiti presenti in liste diversamente denominate
| PSB/BSP | PSB/BSP   |
| Sigla   | Voti      |
| ------- | --------- |
| PSB     | 756.401   |
| BSP     | 719.533   |
| Totale  | 1.475.934 |
| PSB-RW  | 33.945    |
| Totale  | 1.509.879 |

| PCB/KPB | PCB/KPB |
| Sigla   | Voti    |
| ------- | ------- |
| KPB/PCB | 108.000 |
| PCB-UDP | 50.749  |
| Totale  | 158.749 |